# Kangur rączy
Kangur rączy (Notamacropus greyi) – wymarły gatunek ssaka z podrodziny kangurów (Macropodinae) w obrębie rodziny kangurowatych (Macropodidae).

## Taksonomia
Gatunek po raz pierwszy zgodnie z zasadami nazewnictwa binominalnego opisał w 1846 roku brytyjski przyrodnik George Robert Waterhouse nadając mu nazwę Macropus (Halmaturus) greyi. Miejsce typowe to południowo-wschodnia Australia Południowa (według autorów Mammal Species of the World to Coorong), Australia. Okaz typowy (lektotyp) to dorosły samiec (sygnatura BMNH 43.1.4.42) i czaszka (sygnatura BMNH 46.3.17.13) z kolekcji Muzeum Historii Naturalnej w Londynie; oba okazy zebrał George Grey.
Autorzy Illustrated Checklist of the Mammals of the World uznają ten gatunek za monotypowy.

### Etymologia
- Notamacropus: gr. νοτος notos „południe”; rodzaj Macropus Shaw, 1790 (kangur)[11].
- greyi: Sir George Edward Grey (1812–1898), oficer British Army, gubernator kolonialny, podróżnik po Australii[12].

## Zasięg występowania
Kangur rączy występował współcześnie na niewielkim obszarze w południowo-wschodniej Australii Południowej w pobliżu granicy z Wiktorią, a szczątki z holocenu znane są od zachodu Australii do Wyspy Kangura i dalej na wschód w Wiktorii i północno-zachodniej Tasmanii.

## Morfologia
Długość ciała (bez ogona) 81–84 cm, długość ogona 71–73 cm; brak szczegółowych danych dotyczących masy ciała.

## Wyginięcie
Kangur rączy wymarły głównie z powodu rozmnożenia się lisów i kłusownictwa. Ostatni żywy dziki okaz tego gatunku został odnotowany przez badaczy w 1924 roku, ale kilka osobników żyło w niewoli do około 1939 gdzie ostatni z nich zmarł w niewoli. Badania przeprowadzone przez pracowników parków narodowych Australii Południowej wykazały, że gatunek mógł jednak przetrwać na wolności nawet do początku lat 70. XX wieku.